# 수리산 전투
수리산 전투(修理山 戰鬪) 또는 440고지 전투는 1951년 1월 27일 선더볼트 작전 중 튀르키예군과 미군이 계획한 돌파전으로, 중국인민지원군 제50군과 튀르키예 여단이 맞붙은 전투이다. 수리산 부근인 반월, 대야미, 군포장 등지에서 중국군 제50군의 강력한 저항이 있었지만, 당시 이 지역을 맡은 윌리엄 킨은 1월 31일 공격을 개시한다. 이들은 2월 6일까지 수리산의 440고지를 두고 중국군과 치열한 접전을 벌였다. 튀르키예군은 거의 궤멸당했으며, 미군도 수리산 방어선을 지키다가 엄청난 피해를 입었다. 그러나 중국군도 기세가 꺾여 2월 6일에 수리산을 포기한다. 수리산을 유엔군이 점령하면서 작전의 양상은 유엔군에 유리하게 돌아가게 된다.

## 참고

### 내용주
1. ↑  국가보훈처에서는 수리산 전투, 한민족대백과문화사전에서는 수리봉 전투라고 부르고 있다.[1]

## 참고 문헌
- 한국전쟁사, 전사편찬위원회, 20